# Paul von der Pahlen

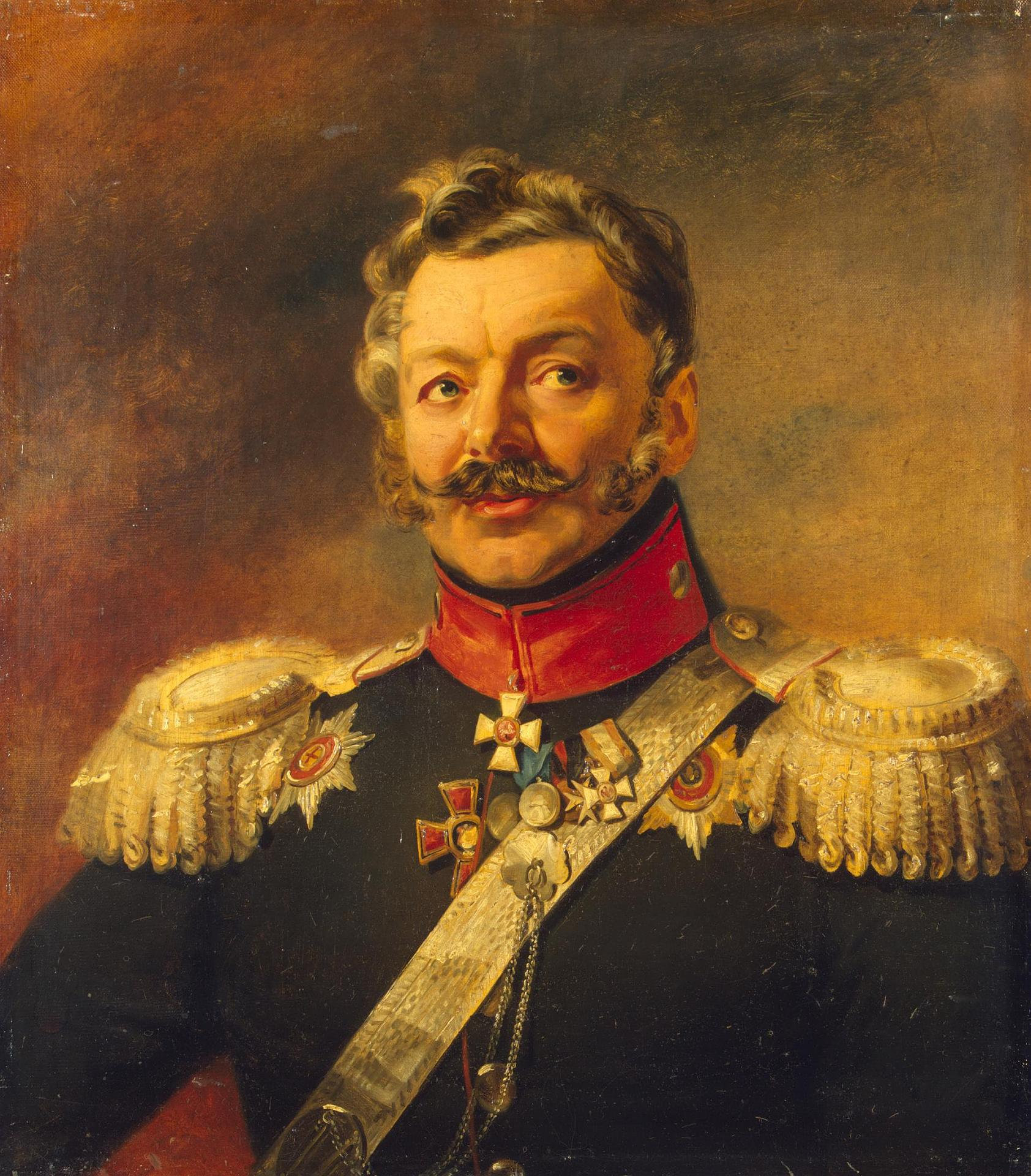
Graf Paul von der Pahlen, Porträt von George Dawe um 1823, Militärgalerie im Winterpalast der Eremitage

Paul Karl Ernst Wilhelm Philipp Graf von der Pahlen (russisch Па́вел Петро́вич Па́лен Pawel Petrowitsch Pahlen; getauft 14. Julijul. / 25. Juli 1775greg. in Kautzemünde; † 28. Januarjul. / 9. Februar 1834greg. in Moskau) war ein russischer General der Kavallerie.

## Leben

### Herkunft und Familie
Paul war Angehöriger einer kurländischen Linie der Grafen von der Pahlen. Seine Eltern waren der russische Außenminister und Zarenattentäter Peter von der Pahlen (1745–1826) und Juliane, geborene op dem Hamme genannt Schoeppingk (1750–1814). Der russische General der Kavallerie Peter von der Pahlen (1777–1864) und der russische Diplomat Friedrich von der Pahlen (1780–1863) waren seine Brüder.
Paul trat dreimal in den Stand der Ehe. Zuerst 1803 Maria Gräfin Skowronska (1782–1807), dann als Witwer 1808 mit Agrafena, geschiedene Lermontowa, geborene Oserowa (1791–1810) und schließlich mit Gräfin Katharina Orlow-Denissowa († 1853).
Kinder:
- Julia (1803–1875), ⚭ 1825 Graf Nikolai Alexandrowitsch Samoilow (1800–1842), Hauptmann im Preobraschenski Leib-Garderegiment
- Nikolaus (1817–1849), Majoratsherr auf Kautzemünde, ⚭ NN Solowjew
- Katharina (* 1818), ⚭ 1850 Fürst Iwan Grigorjewitsch Grusinski (1826–1880)
- Elisabeth (* 1819), ⚭ 1839 Fürst Gregor Dadian-Mingrelski (1798–1851), russischer Leutnant
- Helena (1820–1874), ⚭I Arkadius Boldarew/Boldirew († 1858), russischer Generalmajor; ⚭II 1858, Fjodor Platonowitsch Golubzow (* 1824), russischer Kammerherr
- Olga

### Werdegang
Pahlen diente seit 1782 bei der Garde zu Pferde in St. Petersburg und wechselte 1790 als Rittmeister zur Linienkavallerie. Er war 1792 Oberproviantmeister und nahm in den Jahren 1794 bis 1795 an der Niederwerfung des Kościuszko-Aufstandes teil. 1796 stand er in Transkaukasien, wo er im selben Jahr zum Oberstleutnant avancierte. Seinem Aufstieg zum Oberst im Jahre 1798 folgte der zum Generalmajor im Jahre 1800, wobei er gleichzeitig Chef des nach ihm benannten Husarenregiments „Pahlen II“ wurde. Vermutlich 1801 wurde er Kommandeur des Dorater Dragonerregiments. Im Dezember 1806 zog er mit der Moldau-Armee gegen die Osmanen aus. Hier wurde er 1807 mit dem St.-Georgs-Orden IV. Klasse und 1810 III. Klasse ausgezeichnet. Er war Kommandeur der II. Reiter-Division, bevor er 1813 während der Befreiungskriege an der Belagerung von Thorn, der Schlacht an der Katzbach, Völkerschlacht bei Leipzig und 1814 dem Feldzug in Frankreich teilnahm, wo er zum Generalleutnant befördert wurde. Während des Novemberaufstandes war er kommandierender General des II. Infanterie-Korps, was er bis 1834 blieb. Der Aufstieg zum General der Kavallerie schloss sich an.
Seit 1827 war er Majoratsbesitzer der kurländischen Landgüter Kautzemünde, Aahof, Dsirkaln, Islitz und Esserhof.